# Војислав Јакић
Војислав Јакић (Велики Радобиљ, 1. децембар 1932 – Ћуприја, 8. март 2003) био је српски ликовни уметник, светски класик маргиналне уметности.

## Биографија
Рођен је 1932. године у селу Велики Радобиљ (данас Голем Радобиљ) код Прилепа (данас Северна Македонија) као син свештеника из Црне Горе. У раном детињству сели се у Деспотовац (Србија), а између 1952. и 1957. живи у Београду. Исте године враћа се у Деспотовац где остаје да ствара до смрти.
Преминуо је 2003. у Ћуприји (Србија).

## Стваралаштво
Почиње да црта 1952. године у Београду, а две године касније урадиће своју прву скулптуру, која ће иницирати читав циклус тзв. полица, а затим се потпуно посвећује исцртавању необичних свитака. Урадио је преко десет хиљада цртежа, који су некада достизали дужину и до десетину метара. Крајем 1970. завршиће своју другу аутобиографију, коју ће назвати Неменикуће, која прелама реално доживљене тренутке са уметниковом фикцијом и иронијом. За једну од својих најдужих ролни, говорио је:
| „ | Ово није цртеж, није ни слика, ово је наталожена туга! Сачињени из низа мањих или већих комада хамера, најчешће су третирани у виду непрекинуте композиционе нити попут симбола чврсто увезане, нераскидиве копче свести. | ” |

Био је препознатљив по перманентно црној боји гардеробе чиме је скретао на себе пажњу као персонификација прогнаног, изданог, а његове антропоморфне и зооморфне форме, бујале су као под радијацијом људског непријатељства. Као средство контемплације, Јакић је користио алегорију, симбол, метафору. Најчешће је радио тушем, фломастером, ређе користио боју, пастел или гваш. Уз цртеж је неретко стављао и свој закључак, као додатни медијум, како би своје опсервације и писаном речи појачао. Један је од најзначајнијих српских сликара. Излагао је на самосталним и групним изложбама у земљи и иностранству, као и на значајним међународним изложбама, од којих су међу најзначајнијим: 1977, 2000 Lausanne, Collection l Art Brut; 2001. Јагодина, МНМУ; 2002, Београд, Павиљон Цвијете Зузорић; 2004. Bratislava, 7. trienale insitneho umenia; 2007; 2013. Париз, Сеntre Culturel de Serbie итд.
На међународном 10. Бијеналу наивне и маргиналне уметности 2001. године у МНМУ, Јагодина (Србија) добија Grand Prix за изложена дела.

## Галерија
- Вишенасловна слика, 1975. МНМУ, Јагодина
- Набрани цртеж, б. г. МНМУ, Јагодина
- Црни дани, 1997. МНМУ, Јагодина
- Без назива, 2002. МНМУ, Јагодина